# Mimbreños
I Mimbreños  (Mimbreño Apache, Tchihende) sono una popolazione apache del Sudovest americano, a suo tempo stanziata nel Nuovo Messico centro-occidentale, ma spesso presente anche nel Messico settentrionale. La "tribù" è oggi prevalentemente associata con la consanguinea tribù apache Mescalero e risiede nell'omonima riserva del New Mexico, dove vivono i discendenti dei Mescaleros, ma anche molti discendenti dei Mimbreños, nonché discendenti dei Chiricahuas, dei Ndendahes e dei Lipans.

## Territorio
Il confine occidentale del loro territorio era segnato dal Mogollon Range, mentre quello orientale era il Rio Grande, ma le cacce all'antilope o, più raramente,  perfino al bisonte, la ricerca di sale e cavalli, le incursioni di guerra talvolta li portavano a spingersi, eventualmente insieme ai consanguinei e alleati Mescaleros, sia a nord-est, attraverso le terre degli Jicarillas (Jicarilla Apache) verso i domini dei loro nemici Comanche e Kiowa, ai quali ultimi erano associati i Kataka o Semat, di origine Apache, sia molto più ad est, verso le pianure e il territorio dei Lipans, sia molto più a sud, nel Chihuahua o più raramente nella Sonora, spesso insieme ai consanguinei e alleati Ndendahes e Chiricahuas, ma anche verso nord-ovest e le terre degli Zuñi, degli Hopi e dei Navaho.
A Nord il limite del territorio mimbreño coincideva col margine settentrionale delle Datil Mountains e, quindi, col confine meridionale del territorio dei Keresan e Tanoan Pueblos, mentre il confine meridionale era marcato dai Florida Mountains, a nord delle terre del Gadsden Purchase e del territorio dei Nednhi Ndendahe Apaches.
L'area dove vivevano è prevalentemente montuosa, contrassegnata da gruppi e catene come i Mogollon Mountains, i Pinos Altos Mountains e il Black Range con picchi che raggiungono i 3.300 m. di altitudine, boscosi e attraversati dal Mimbres River, dall'alto corso del Gila River, dal Percha River (o Rio Puerco) e da corsi d'acqua minori, ma costituiti anche di pianure calde e secche, e il clima rigido e la brevità della stagione mite non favorivano un'attività agricola proficua.

## Economia
Questi fattori fecero sì che i Mimbreño fossero una tribù caratterizzata da una popolazione ridotta di cacciatori e raccoglitori, divisa in piccole bande nel loro territorio. 
I Mimbreños, come, in generale, tutti gli Apache, vivevano normalmente in piccoli gruppi e nel loro caso, come nel caso degli Apache in generale, non si può parlare di bande ben definite, essendo la formazione di queste piuttosto fluida e risentendo sensibilmente della personalità e del prestigio dei capi.
L'economia mimbreño si basava sulla caccia e sulla raccolta di piante selvatiche. Le prede erano i cervi in montagna, ma anche alci e bighorn. Nelle montagne le prede erano soprattutto i cervi, ma anche le alci e i bighorn, mentre nelle pianure, meno frequentate, i bisonti erano la principale fonte di cibo, senza escludere i conigli e le antilopi; come per gli altri Apache in generale, il pesce veniva consumato da pochi; serpenti, orsi, coyote e gufi erano evitati.
La raccolta riguardava soprattutto il mescal e l'agave, ma anche il sotol, parti dei cactus ecc.

## Abitazioni
Nelle montagne la casa aveva una struttura a cupola (wickiup) con un telaio di rami ricoperto da strati di erba e pelli. Sulle pianure era composta da pelli, talvolta costruita in forma conica sebbene di dimensioni notevolmente minori rispetto a quelle dei tepee delle popolazioni dei Plains.

## Il nome
Il nome deriva dallo spagnolo e vuol dire "popolo del giunco" ( Mimbreños ), con riferimento a vegetazione diffusa lungo il Mimbres River. Dall'arrivo dei primi bianchi sono stati chiamati anche Gileños e Mogollones (termini usati nel tempo con una pluralità di significati e per identificare gruppi Apache tra loro assolutamente distinti e diversi dai Mimbreños), nonché "Coppermines" e "Warmsprings"; la confusione è stata aggravata dal fatto che, non essendo stata mantenuta un'autonoma riserva mimbreño dopo la soppressione della riserva di Ojo Caliente, per un profilo i Mimbreños (Tchihende) siano stati impropriamente classificati come Chiricahuas  (Tsokanende) (essendone, invece, storicamente ben distinti), e per altro profilo il nome Warm Springs, proprio della sottodivisione Mimbreño gravitante intorno a Ojo Caliente, sia stato impropriamente utilizzato anche come sinonimo di Mimbreños, inglobando anche la diversa sottodivisione Copper Mines, gravitante intorno a Pinos Altos; a volte, inoltre, sono stati assimilati ai Mimbreños (Tchihende) anche i Ndendahe Apache, a propria volta suddivisi in Bedonkohe (spesso chiamati anche "Mogollones") e Nednhi (divisi in "Janeros" e "Carrizaleños").
Le bande mimbreño apache erano geograficamente divise in Mimbreños sudoccidentali (Coppermines, gravitanti intorno ai Pinos Altos Mountains e alla zona delle miniere di rame di Santa Rita del Cobre), e Mimbreños nordorientali (Warmsprings, gravitanti intorno ai San Mateo Mountains e alla zona di Ojo Caliente e Cañada Alamosa).